# Enterographa
Enterographa es un género de hongos liquenizados de la familia Roccellaceae.